# DOS
 For alternative betydninger, se DOS (flertydig). (Se også artikler, som begynder med DOS)
DOS (Disk Operating System) er en samling operativsystemer, der var almindelige i 1980'erne og 1990'erne. Ældre versioner af Microsoft Windows, herunder Windows 95, Windows 98 og Windows Millennium Edition, er bygget på en version af DOS udviklet af Microsoft, kaldet MS-DOS.
Nogle af de forskellige udgaver af DOS er:
- - FreeDOS – åben source og fri software – med nogle få utils der er lukket source.
  - MS-DOS – Microsoft's udgave
  - PC-DOS – Det originale operativsystem til IBM's PC

På en Linux-maskine er det desuden muligt at emulere DOS gennem et program, der hedder dosemu. På en Windows-pc kan det samme gøres med dosbox.